# Гарваново
Гарваново (болг. Гарваново) — село в Болгарии. Находится в Хасковской области, входит в общину Хасково. Население составляет 544 человека.

## Политическая ситуация
В местном кметстве Гарваново, в состав которого входит Гарваново, должность кмета (старосты) исполняет Иван Димитров Каранейчев (коалиция партий: партия «Родина», демократический союз «Радикалы») по результатам выборов.
Кмет (мэр) общины Хасково — Георги Иванов Иванов (коалиция партий: партия «Родина», демократический союз «Радикалы») по результатам выборов.